# Adenopterus baloghi
Adenopterus baloghi är en insektsart som beskrevs av Andrej Vasiljevitj Gorochov 1986. Adenopterus baloghi ingår i släktet Adenopterus och familjen syrsor. Inga underarter finns listade i Catalogue of Life.